# Потоки любви
«Потоки любви» (англ. Love Streams) — кинофильм режиссёра Джона Кассаветиса, вышедший на экраны в 1984 году. Лента основана на одноимённой пьесе Теда Аллана. Фильм получил премию «Золотой медведь» и приз ФИПРЕССИ на Берлинском кинофестивале.

## Сюжет
Известный писатель Роберт Хармон ведёт беспорядочную богемную жизнь, наполненную алкоголем и ни к чему не обязывающими интрижками. Даже появление восьмилетнего сына, которого бывшая жена привезла ему на несколько дней, не заставляет Роберта изменить своё поведение. Ребёнок, напуганный образом жизни отца, предпочитает поскорее вернуться домой. В это же время в доме писателя появляется новый персонаж — его нервная сестра Сара, тяжело переживающая развод и тот факт, что её дочь решила остаться жить с отцом. Сара стремится «найти баланс» в своей надломленной жизни, и Роберт постепенно начинает осознавать, что сестра нуждается в его заботе…

## В ролях
- Джина Роулендс — Сара Лоусон
- Джон Кассаветис — Роберт Хармон, брат Сары
- Дайанн Эбботт — Сьюзан
- Сеймур Кэссел — Джек Лоусон, муж Сары
- Маргарет Эбботт — Маргарита, мать Сьюзан
- Джейкоб Шоу — Элби Суонсон, сын Роберта
- Райса Блюитт — Дебби Лоусон, дочь Сары и Джека
- Эдди Донно — Суонсон, отчим Элби
- Джоан Фоули — судья Данбар
- Эл Рубан — Милтон Кравитц
- Том Бадал — Сэм, адвокат
- Лесли Хоуп — Джоани
- До Аведон — миссис Кинер